# Les Laboureurs
Les Laboureurs (anglais : Labourers) est une peinture de genre à l'huile sur panneau réalisée par l'artiste britannique George Stubbs. Il en existe deux versions, mais celle de 1779, plus grande, est la plus connue. Elle représente quatre ouvriers agricoles occupés au labour dans la campagne anglaise.
Ce tableau forme un triptyque, avec Les Faneurs et Les Moissonneurs. Il est conservé dans la Bearsted Collection de l'Upton House, par le National Trust.

## Réalisation
Il s'agit d'un type d’œuvre rare parmi les créations de Stubbs, qui s'est plutôt spécialisé dans les peintures animalières. Une première version de cette peinture a été vendue en 1778 par Lord Torrington ; la seconde version, qui est plus grande, est datée de 1779. 
Cette œuvre est ensuite déclinée en gravure par George Stubbs lui-même en 1789. Il avait probablement déjà planifié de graver la partie du tableau avec les ouvriers, le cheval et la charrette, lorsqu'il l'a peint.

## Description
Les deux versions de cette peinture sont très proches, et ne diffèrent que par quelques détails dans l'arrière-plan. Deux des laboureurs dépeints sont clairement frères, du fait de leurs ressemblances physiques.
La version de 1779 mesure 92 × 137,1 cm ; il s'agit d'une peinture à l'huile sur panneau,,. Elle est datée et signée sous la forme « Geo: Stubbs p: 1779 ».

## Historique
La seconde version est exposée à la Royal Academy of Arts en 1779. Elle y rencontre un succès immédiat, ce qui se traduit ensuite par une hausse des commandes faites à Stubbs,.
Le tableau de 1779 appartient au National Trust, et est conservé à la Upton House.